# Sublimé (volcanologie)
Pour les articles homonymes, voir Sublimé.

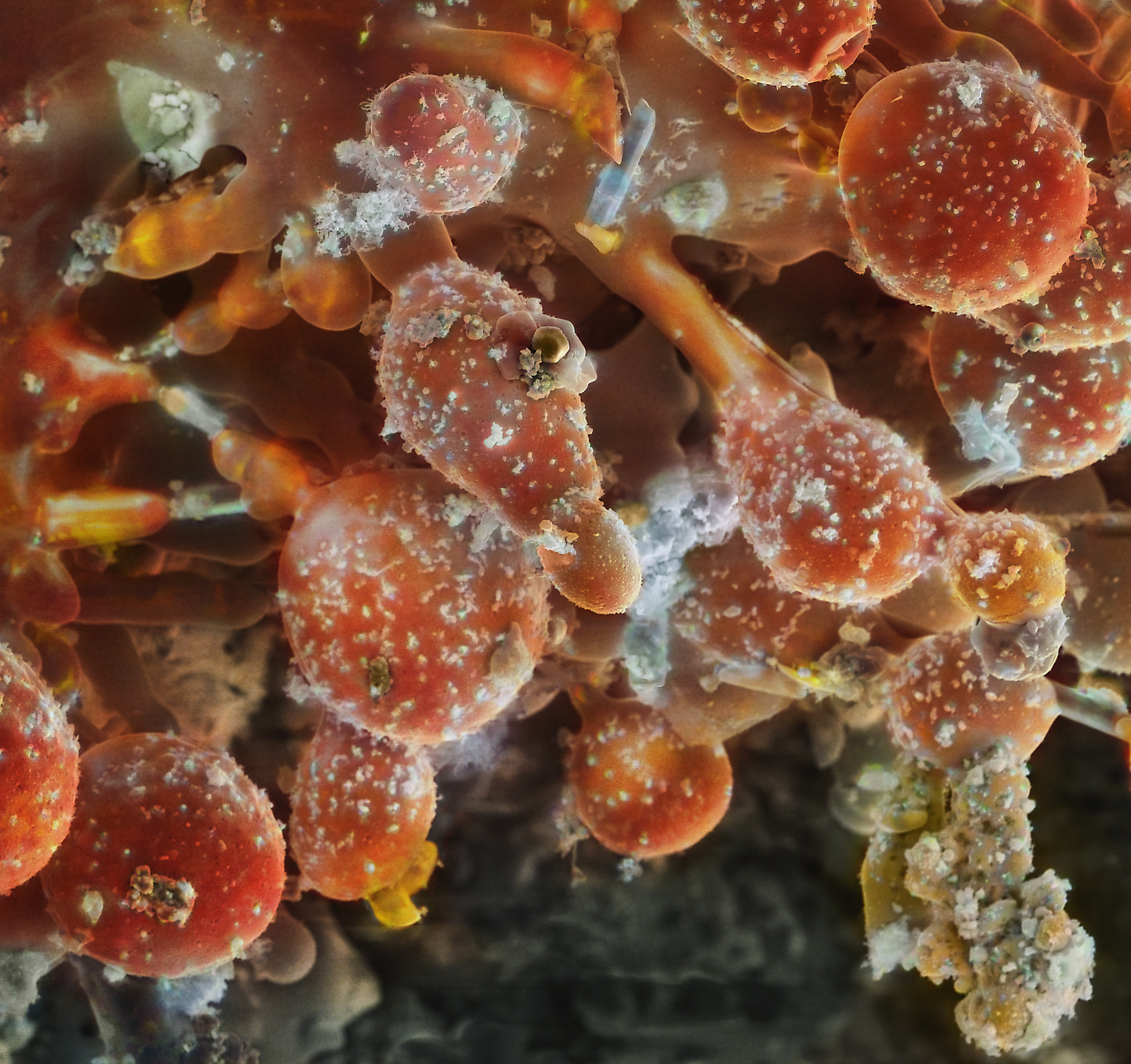
Micrographie électronique d'un sublimé volcanique provenant du Moutnovski.

En volcanologie, un sublimé est un minéral qui se forme directement par dépôt à partir de gaz volcaniques, soit lors d'une éruption ou entre deux éruptions au niveau des fractures du sol (cheminée volcanique, fumerolle, etc.).